# Морозевич, Александр Сергеевич
Алекса́ндр Серге́евич Морозе́вич (род. 18 июля 1977, Москва) — российский шахматист, гроссмейстер (1994). Двукратный чемпион России (1998, 2007), чемпион Москвы (1992). Трёхкратный победитель Всемирных шахматных олимпиад (1998, 2000 и 2002), двукратный победитель командного чемпионата Европы (2003, 2007) и двукратный победитель командных чемпионатов мира (2005, 2010) в составе команды России. Шестикратный чемпион Москвы по блицу.

## Биография
Родился в Москве 18 июля 1977 года. Праправнук томского градоначальника и купца Петра Михайлова.
Воспитанник заслуженного тренера СССР Владимира Юркова.
Звание гроссмейстера Александр Морозевич получил в 1993 году.
Выступая в 1993 году на турнире по кубковой системе в Тилбурге, Морозевич победил Майкла Адамса — 2:0.
Морозевич побеждал на турнирах в Алуште в 1993 и 1994 годах. Первым большим успехом Морозевича был выигрыш турнира Ллойдс-Банк (Lloyds Bank) в Лондоне в 1994 году, где он набрал 9½ очков из 10 возможных. На шахматной олимпиаде 1994 года в Москве Морозевич играл за 2-ю команду России и, вместе с командой, завоевал 3-е место. В 1994 и 1998 годах Морозевич выигрывал турнир в Памплоне.
С 1995 года у Морозевича был спад в игре, и его рейтинг упал до 2590. Но с 1998 года он преодолел кризис и начал новое восхождение в шахматную элиту. В 1998 году Морозевич выиграл сильный турнир в Кишинёве (8½ из 9) с преимуществом в три очка перед занявшими второе место гроссмейстерами Виорелом Бологаном и Константином Сакаевым.
В 1998 году в Санкт-Петербурге Александр Морозевич выиграл звание чемпиона России по шахматам, опередив предыдущего чемпиона Петра Свидлера. В то же время он разделил с Вадимом Звягинцевым 1-е место на Кубке России. В конце 1998 года Морозевич (+6-0=4) в составе команды России получил золотую медаль за победу на шахматной олимпиаде в Элисте. Благодаря этим успехам рейтинг Морозевича вырос до 2723, и он занимал 5-е место в рейтинге ФИДЕ.
С 1999 года Александр Морозевич постоянно играет в элитных шахматных турнирах.
Член символического клуба победителей чемпионов мира Михаила Чигорина с 23 января 2001 года.
Он дважды выиграл турниры в Биле, в 2003 году (8 очков из 10) и 2004 году (7½ из 10).
Морозевич — один из сильнейших шахматистов по игре вслепую. Он выиграл турниры вслепую в Монте-Карло в 2002 году и 2004 годах, а 2003 году был 2-м — после Владимира Крамника. Показательные турниры в Монте-Карло состоят из двух частей: турнир вслепую и турнир по быстрым шахматам. В комбинации (вслепую + быстрые шахматы) Морозевич в 2002 году занял 1-е место (15 из 22), в 2003 — 2-е место (13½ из 22), а в 2004 году поделил 1-е место с Крамником (14½ из 22).
Морозевич постоянно и успешно играет за команду России на шахматных олимпиадах. На олимпиаде 2000 года в Стамбуле, он набрал 7½ очков из 10, играя на 2-й доске, а на олимпиаде 2002 года в Бледе — 7 из 11.
В октябре 2005 года Александр Морозевич в очередной раз доказал, что является одним из сильнейших шахматистов планеты, заняв 4-е место на чемпионате мира в Сан-Луисе. Через месяц победная партия Морозевича против китайца Ни Хуа принесла сборной России золотую медаль на командном чемпионате мира в Беэр-Шеве.
2008 год был сверхудачным для Морозевича. Так, на 1 июля 2008 года Александр имел 2-й рейтинг ФИДЕ — 2788, хотя ещё в октябре 2007-го он был только 6-м. 
В 2010 году игра Морозевича претерпела серьёзный спад, он отказался принимать участие в Шахматной олимпиаде 2010 в Ханты-Мансийске.
В 2011 году результаты Александра на турнире в Биле и в суперфинале чемпионата России показывают, что очередной спад преодолён. В рейтинг-листе 100 сильнейших шахматистов планеты на январь 2012 года Александр занимал 9-ю строчку с рейтингом 2763. К декабрю он переместился на 15-е место с рейтингом 2748, но в январском (2013 года) топ-листе поднялся до 12-го места с рейтингом 2758.
В 2012 году Александр Морозевич разделил 1-е место с Карякиным и Ван Хао на этапе Гран-при в Ташкенте. 2 сентября выиграл чемпионат Москвы по блицу. 18—19 февраля выиграл турнир по быстрым шахматам в Юрмале, набрав 5 очков из 7.
В 2013 году 20—25 октября Александр Морозевич выступил на клубном чемпионате Европы в Родосе за команду «Малахит» (+2-1=3){-6.9 Эло}. Команда заняла 2-е место.
В 2014 году 7—13 апреля Александр Морозевич выступил на командном чемпионате России в Лоо за команду «ШСМ-Наше наследие». Команда заняла 2-е место, А. Морозевич набрал 3,5 очка из 6 (+3-2=3). 11—20 мая Александр Морозевич выиграл круговой турнир в Пойковском, набрав 6 очков из 9 (+3-0=6). 30—31 августа занял 1-е место на этапе Гран-при России по быстрым шахматам в Санкт-Петербурге. 6 сентября выиграл чемпионат Москвы по блицу.
C 2015 года Александр Морозевич изучает игру го и участвует в спортивных турнирах по го. 8 октября 2017 года он официально достиг рейтинга Российской федерации го 2152, что соответствует первому дану.

## Спортивные достижения
| Год  | Город           | Турнир                                | + | − | = | Очки                | Место |
| ---- | --------------- | ------------------------------------- | - | - | - | ------------------- | ----- |
| 1998 | Санкт-Петербург | 51-й чемпионат России                 | 4 | 0 | 7 | 7½ из 11            | 1     |
| 2005 | Москва          | 58-й чемпионат России                 | 4 | 2 | 5 | 6½ из 11            | 2—3   |
| 2006 | Биль            | 39-й международный турнир             | 7 | 2 | 1 | 7½ из 10            | 1     |
| 2007 | Морелия/Линарес | Международный турнир                  | 4 | 3 | 7 | 7½ из 14            | 2—3   |
| 2007 | Мехико          | Чемпионат мира                        | 3 | 5 | 6 | 6 из 14             | 6—7   |
| 2007 | Москва          | 60-й чемпионат России                 | 7 | 2 | 2 | 8 из 11             | 1     |
| 2008 | Сараево         | Международный турнир                  | 5 | 0 | 5 | 7½ из 10            | 1     |
| 2008 | Москва          | 3-й мемориал Таля                     | 3 | 2 | 4 | 5 из 9              | 2—5   |
| 2009 | Вейк-ан-Зее     | 71-й международный турнир             | 3 | 5 | 5 | 5½ из 13            | 11—14 |
| 2009 | Биль            | 42-й международный турнир             | 4 | 3 | 3 | 5½ из 10            | 2     |
| 2009 | Москва          | 4-й мемориал Таля                     | 0 | 3 | 6 | 3 из 9              | 9—10  |
| 2011 | Биль            | 44-й международный турнир             | 4 | 1 | 5 | 6½ из 10 (17 из 30) | 2     |
| 2011 | Москва          | 64-й чемпионат России                 | 3 | 1 | 3 | 4½ из 7             | 2     |
| 2011 | Саратов         | Кубок Губернатора Саратовской области | 6 | 0 | 5 | 8½ из 11            | 1     |

## Изменения рейтинга
| График не отображается по техническим причинам. Чтобы исправить это, воспроизведите график в новом формате, если это возможно. |

## Книги
- Морозевич Александр, Барский Владимир. Защита Чигорина по Морозевичу. — М.: «Russian Chess House», 2007. — 240 с.